# Mythologie mari
La mythologiec mari est un ensemble de mythes appartenant au patrimoine populaire mari. Il présente de nombreuses caractéristiques et motifs similaires avec ceux des peuples voisins de Maris, comme les Komis, les Oudmourtes et les Mordvins. Beaucoup de leurs mythes sont également liés de loin aux mythes d'autres peuples finno-ougriens.
L'œuvre littéraire la plus importante sur la mythologie mari est l'épopée mari "Jugorno", écrite par le Russe Anatoli Spiridonov en 2002. L'épopée a été écrite à l'origine en russe, bien que Spiridonov connaisse très bien la langue mari et la poésie populaire mari. Cependant, une traduction de Mari par Anatoli Mokejev a été fournie parallèlement à la publication de l'épopée originale. En 2015, l'épopée a été traduite en estonien par Arvo Valton.

## Création et cosmologie

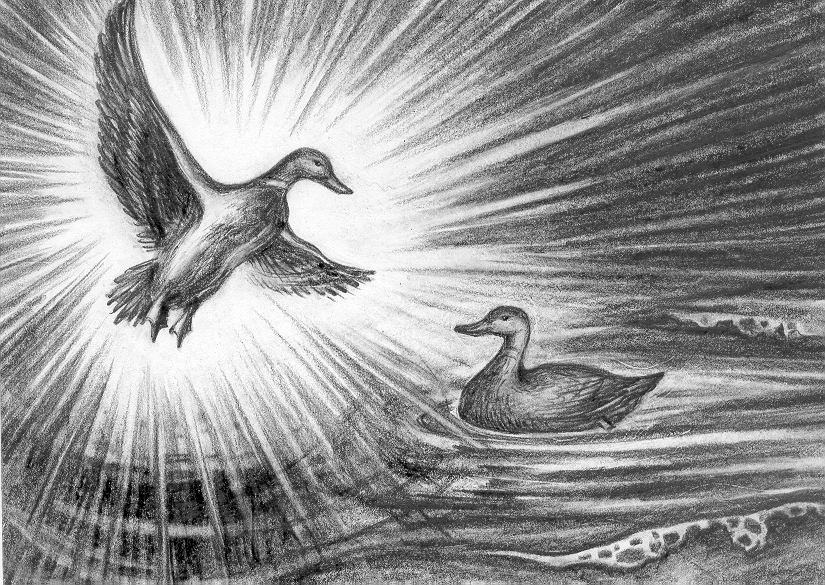
Kugu-Yumo et son frère Jõn (Kijamat) sous forme de drakes créent la paix sur les eaux des océans

Le mythe de la création mari est un mythe typique de la création ouralienne . Au commencement il y avait un océan éternel dans lequel nageait un canard. Elle cherchait un terrain pour pondre ses œufs. Lorsqu’elle a finalement trouvé la terre ferme, elle n’a pu y placer que deux de ses trois œufs. Du premier œuf est né un canard appelé Jum (probablement la forme initiale du dieu du ciel Kugu Jumo), qui a commencé à travailler sur la création du monde. Et du deuxième œuf est sorti un canard appelé Jõn (probablement la forme initiale du dieu de la mort Kijamat), qui est sorti pour créer le monde souterrain. Du troisième œuf est sorti plus tard Targõltõš.
Les Maris croyaient que le ciel tournait autour de l'étoile du Nord, soutenue par le pilier du monde Kava Menge.
La fin du monde se trouve très au nord, au-delà des trois rivières Tupsa, Perža et Voja.

## L'histoire dans la mythologie
Une grande partie de la mythologie mari est une histoire mythifiée. L'histoire de Čumbõlat est basée sur le chef historique de Kokšar du XIIe siècle. Poltõš est fondé sur Boltuš, un chef historique de Malmõž.
Jugorno mentionne plusieurs chefs nommés des anciens Maris. Certains d'entre eux, comme Kukarka et Tükan Šur, sont le plus souvent considérés comme historiques.

## Dieux, héros et autres êtres
- Oš Kugu Jumo - "Grand Dieu blanc". Le dieu chef et le dieu du ciel et de la lumière. L'un des trois dieux principaux.
- Jumõn Üdõr - Fille de Kugu Jumo.
- Onar - Géant mythologique. L'ancêtre de Maris. Fils de Kugu Jumo et Mlandava.
- Onaj - Fils d'Onar. Sorcier et époux de Piambar. Le médiateur entre Kugu Jumo et le monde humain.
- Mlandava - Terre mère.
- Nönčõk-patõr - Un héros fait de pâte.
- Čumbõlat - Chef de Kokšar. Il a été enterré au bord de la rivière Nemdõ.
- Salij - Un vieux héros Mari oublié. Un chasseur.
- Izim - le père de Salij.
- Alataj - Le père d'Izim, originaire des "Terres des Sept Grands Lacs".
- Tõlze - Dieu de la lune. Protecteur du mariage et de la naissance.
- Keče - Dieu du soleil.
- Čodõra-kuva - Mère de la forêt. Déesse de la chasse.
- Kijamat – Le dieu des morts et des enfers. Frère de Kugu Jumo.
- Pürõžö - L'un des trois dieux principaux. Dieu du destin.
- Küdõrčö – L'un des trois dieux principaux. Dieu du tonnerre.
- Piambar - Fille de Jumo. Il a épousé Onaj contre la volonté de son père et a donc dû vivre dans le monde des hommes.
- Azõren - L'assistant de Kijamat, qui amène les morts aux enfers.
- Akpatõr - Chasseur. Je suis allé à Kakšan et plus tard à Elnet. Avec Odo et Čolman, les trois patõrs et les petits-enfants d'Onaj et Piambar.
- Odo - Bois de sciage. Je suis allé au nord en Oudmourtie.
- Čolman - Cavalier. Je suis allé à Ošvič et dans la région de Kama.
- Sjar - Fils d'Akpatõr. A emmené son peuple dans les régions méridionales de la Volga. Ancêtre de Hill Maris.
- Torkan - Chef des Maris de l'Est. Devenu Keremet sous le nom de Sultan.
- Rjažan - Cavalier qualifié de l'Oural.
- Almakaj - Organisateur de réunions Mari.
- Kukarka - Le headkart de tous les karts. Avec Čimale, les dirigeants du comté de Mari du Nord-Est de Jüksern.
- Šurma - Le souverain oudmourte de Šurma, l'ancienne demeure des Oudmourtes.
- Külmez - Un héros oudmourte. Le seul ami digne de confiance de Šurma.
- Savi - Une héroïne. Fille de Külmez.
- Poltõš - Souverain des Kama Maris. Construit la forteresse de Malmõž.
- Pektemõr - Chef de ce qui était probablement un état vassal de Jüksern. Plus tard connu sous le nom de Tükan Šur. Ami de Targõltõš. Occupé Šurma et poussé les Oudmourtes vers l'est.
- Targõltõš - Un mauvais esprit du chaos qui manipule la pensée des gens. Frère de Jumo et Kijamat.
- Jumõn Šočõn - Mère et conseillère de Kugu Jumo.
- Šočõn Ava – Déesse de la naissance et de la fertilité.
- Akmazik - Un héros qui devait vaincre Tükan Šur.
- Uvanij - Sorcier et fille de Tükan Šur.
- Oš Pondaš - "Barbe grise". L'esprit des ancêtres. Un kérémet.
- Mardež - Dieu du vent.
- Kugurak - Avec Čotkar et Akpatõr, les plus anciens héros Mari.
- Nekoš - Un keremet des Maris du Nord.
- Oš Kugu Pürtüš - "Le Blanc Infini". Nature.

## Sources
- Anatoli Spiridonov. (2002). Jugorno, Laul Pühast Test. https://www.apollo.ee/jugorno-mari-eepos.html (en estonien)